# Adolf Brakl
Adolf Brakl (8. August 1856 in Tyrnau, Ungarn – 25. November 1930 in München) war ein österreichischer Theaterschauspieler, -intendant, Komiker und Opernsänger (Tenor/Bariton).

## Leben
Brakl, Sohn eines kleinen Geschäftsmannes, war von seinen Eltern zum Kaufmannsstande bestimmt und trat als Lehrling in ein Wiener Großhandlungshaus ein, verließ dasselbe jedoch 1872 und verschaffte sich, nachdem er schon früher die Niklasche Theaterschule besucht hatte, 1873 ein Engagement am Theater an der Josefstadt unter Direktor Johann Fürst (Antrittsrolle „Horcher“ in der Weißen Katze).
Nach kurzer Tätigkeit daselbst kam er nach Rohitsch-Sauerbrunn, wo er als „Hansl“ in Ein Wort an den Minister debütierte. Hierauf war er an mehreren größeren und kleineren österreichischen und deutschen Provinztheatern bald als Komiker, jugendlicher Held und Liebhaber, Väterspieler, Naturbursche etc. engagiert, zuletzt als Gesangskomiker in Salzburg.
Dort wurde Franz von Jauner in der Operette Juanita, in der Brakl den „Evangelista“ spielte, auf dessen Tenorstimme aufmerksam und verpflichtete ihn sofort für das Ringtheater. Schon in seiner Debütrolle als „Muckl“ im Herrgottschnitzer, fiel, bei den G'stanzln, die er zu singen hatte, seine Stimme allgemein auf, und als „Nathaniel“ in Hoffmanns Erzählungen wies Eduard Hanslick direkt auf seine Stimme hin, so dass Jauner sich veranlasst fand, dem jungen Sänger die Rolle des Titelhelden in dieser Operette zuzuteilen. Tags darauf brannte das Theater ab und Brakl trat als erster Operettentenor in den Verband des Gärtnerplatztheaters in München (Antrittsrolle „Januario“ in Seekadet), wo er von 1881 bis 1885 unter großem Beifall wirkte, jedoch im letztgenannten Jahre einem Rufe ans Karltheater in Wien Folge leistete.
Er trat daselbst als „Don Cäsar“ auf, seiner bekannten Glanzrolle. Schon lange hatte eine Operettenpartie nicht derartiges Aufsehen erregt wie diese. Der Komponist selbst bezeichnete den Künstler als einer der hervorragendsten Interpreten dieser Partie, mit welcher Brakls Name fortab verknüpft blieb.
Im Jahre 1888 veranlassten Differenzen mit der Direktion und der künstlerische Niedergang des Instituts seinen Vertrag vorzeitig zu lösen und ein dreijähriges Engagement am Frankfurter Stadttheater anzunehmen (Antrittsrolle: „Farinelli“, „Ermino“ in Gasparone und „Cäsar“).
Kaum war dasselbe abgelaufen, war es die Sehnsucht nach Wien, welche ihn zu einem sechzig Abende umfassenden Gastspiel wieder an das Karltheater führte (Dezember 1891 bis Februar 1892).
Seit dieser Zeit verzichtete er auf ein fixes Engagement und erschien nur als Gast an den ersten Bühnen Deutschlands. 1896, anlässlich eines Gastspiels in Berlin, wurde er veranlasst, die Direktion des Zentraltheaters zu übernehmen, woselbst er als „Beaumarchais“ in der Operette Figaro bei hof debütierte.
Später übernahm er die Direktionen der Stadttheater in Bern, Kolmar, Ulm etc. Da ihn jedoch die provinziellen Verhältnisse als Direktor nicht befriedigen konnten, nahm er seine Gastspieltourneen wieder auf.
Er starb 1930 in München.
Verheiratet war er mit der Schauspielerin Elvira Schweida, seine Brüder Franz Josef Brakl und C. M. Brakl waren ebenfalls Schauspieler.